# Deutsches Evangelisches Institut für Altertumswissenschaft des Heiligen Landes

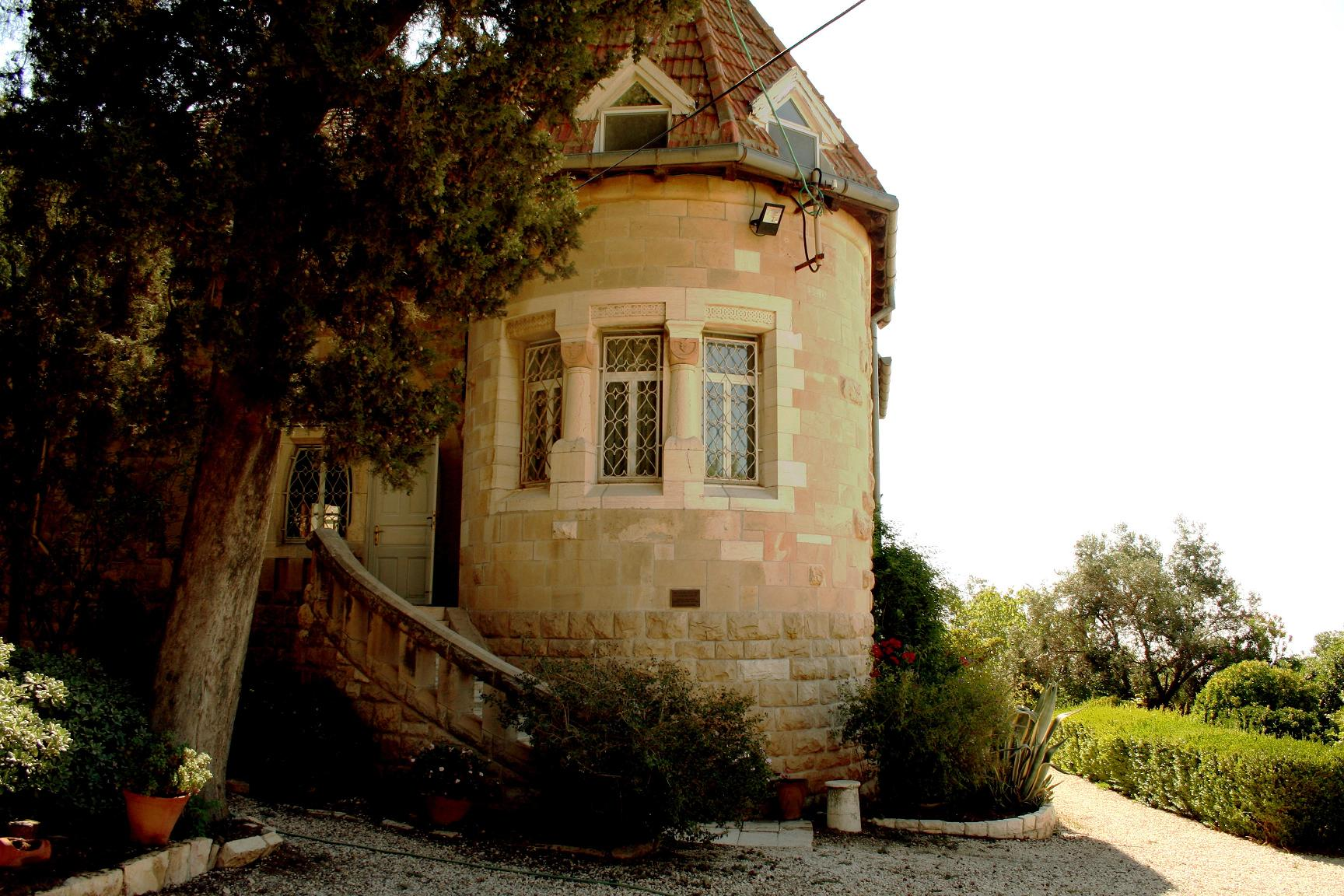
Institut auf dem Ölberg, Jerusalem (2007)

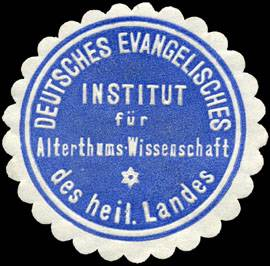
Siegelmarke des Instituts

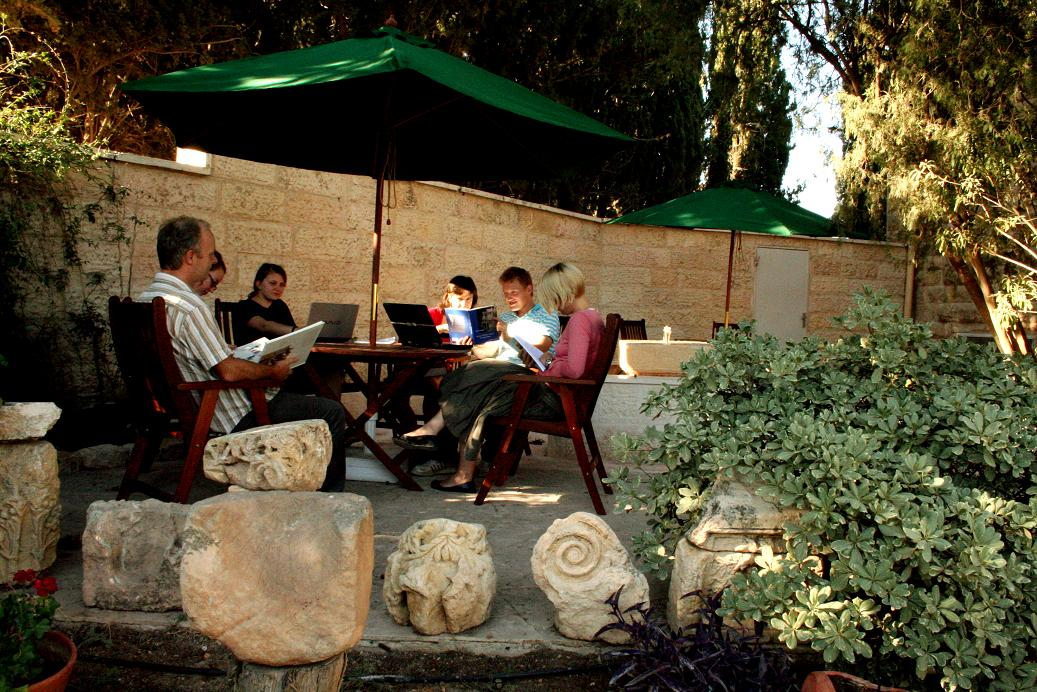
Garten des DEI auf dem Ölberg, Jerusalem (2007)

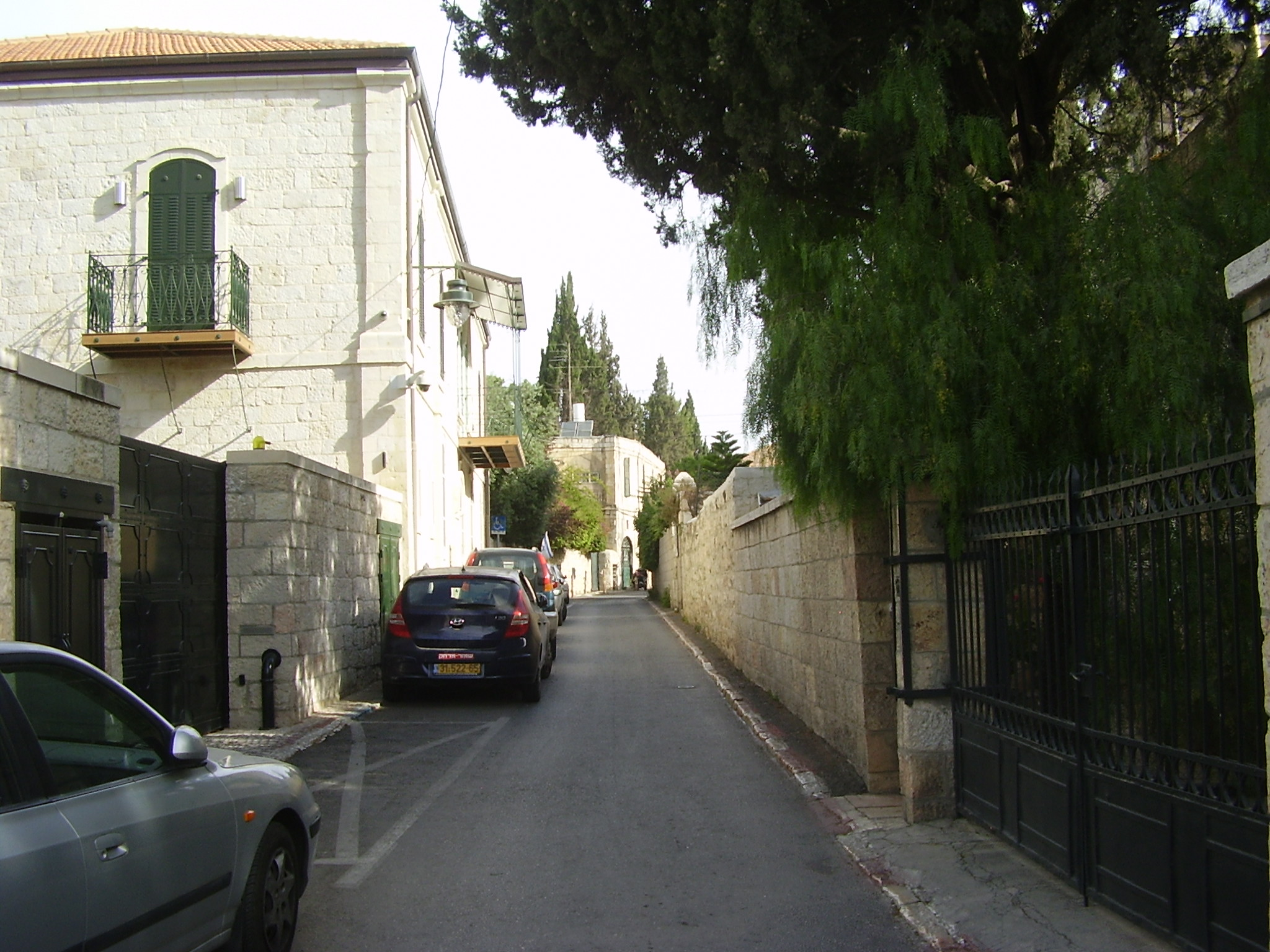
Haus Nr. 5 im Rechov Aethjopijjah, 1903–1917 Sitz des DEI (2011)

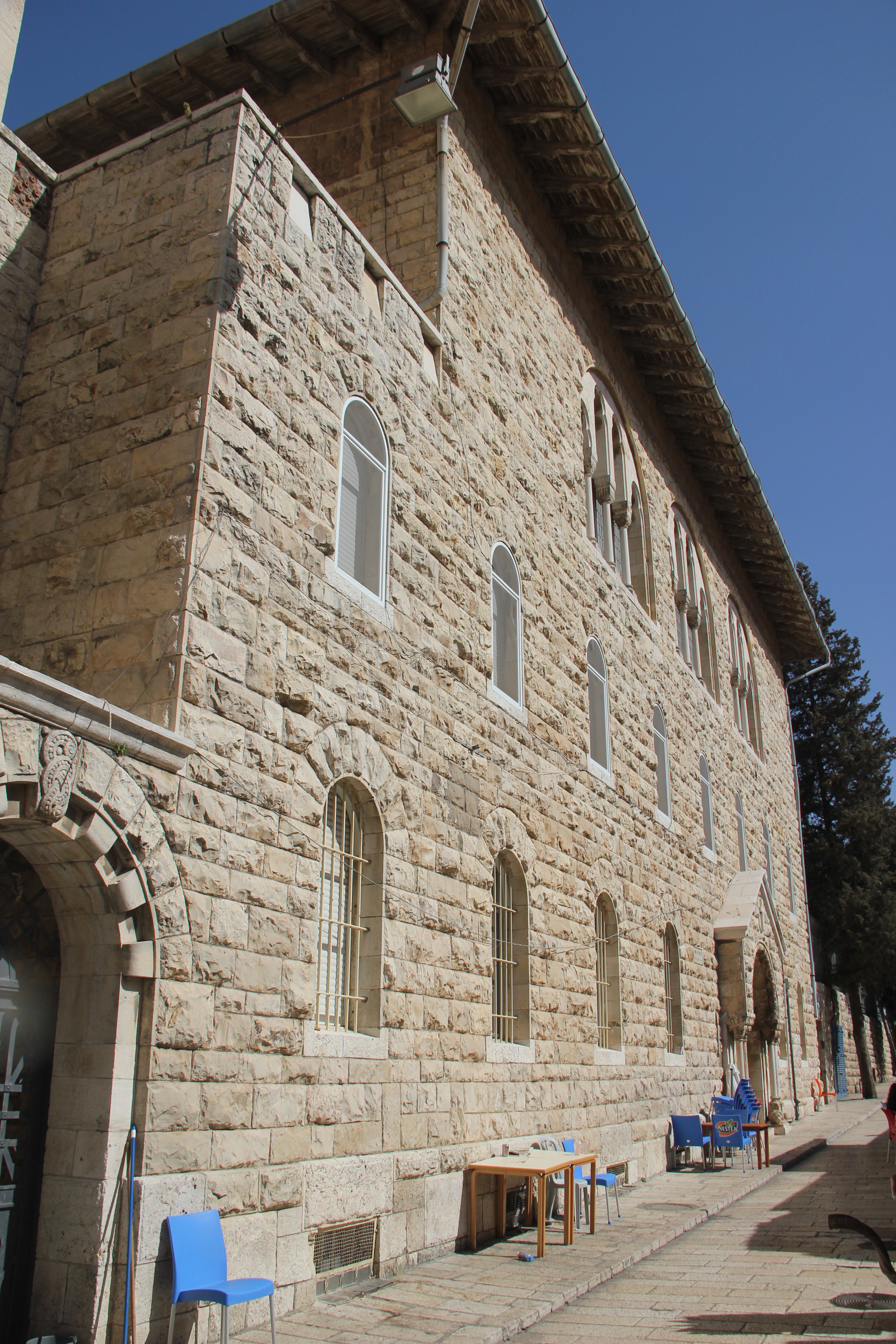
Neues Gemeindehaus (jetzt Propstei) im Muristan, 1924–1939 Sitz des DEI (2012)

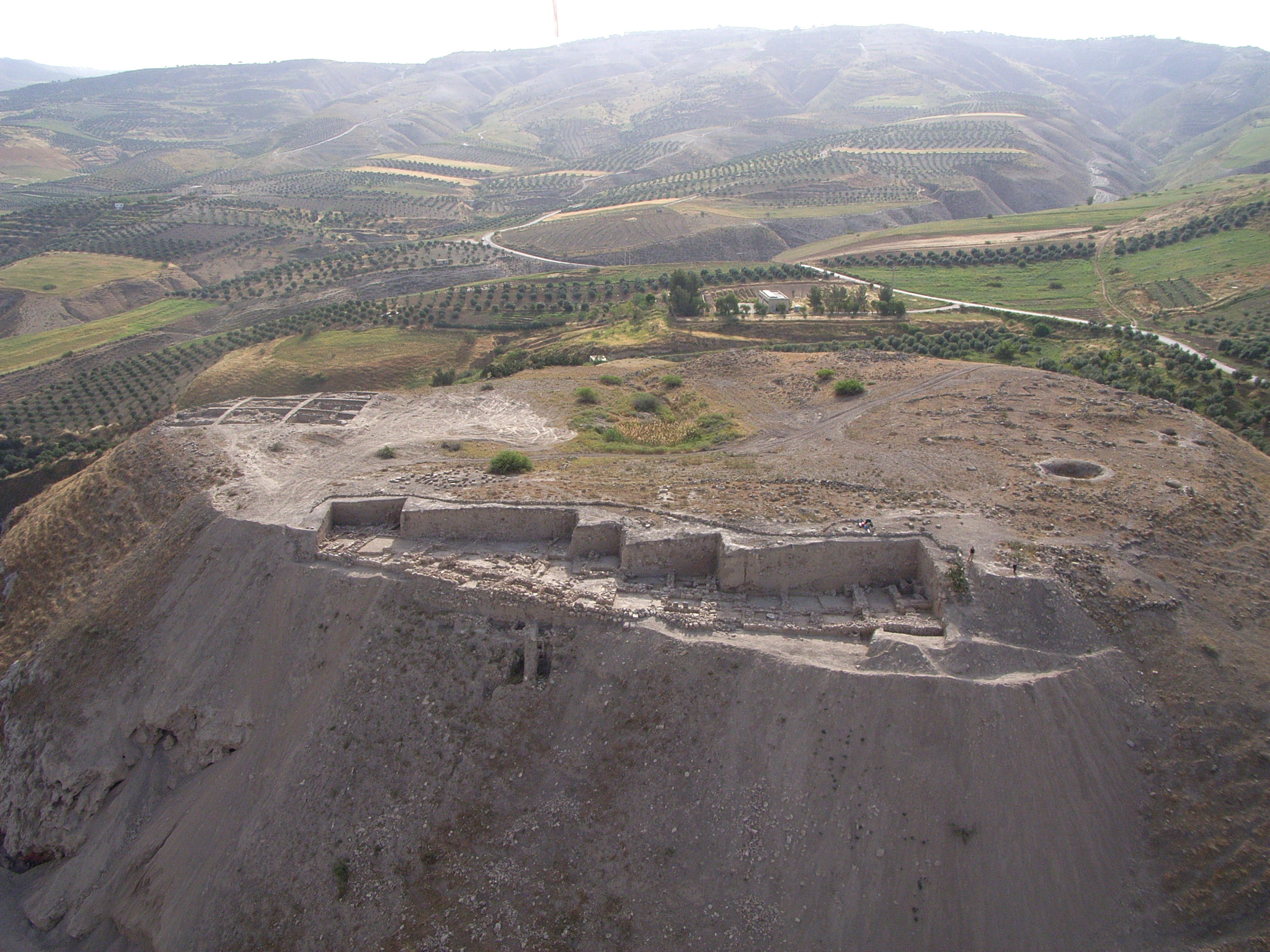
Tall Zira'a (2008)

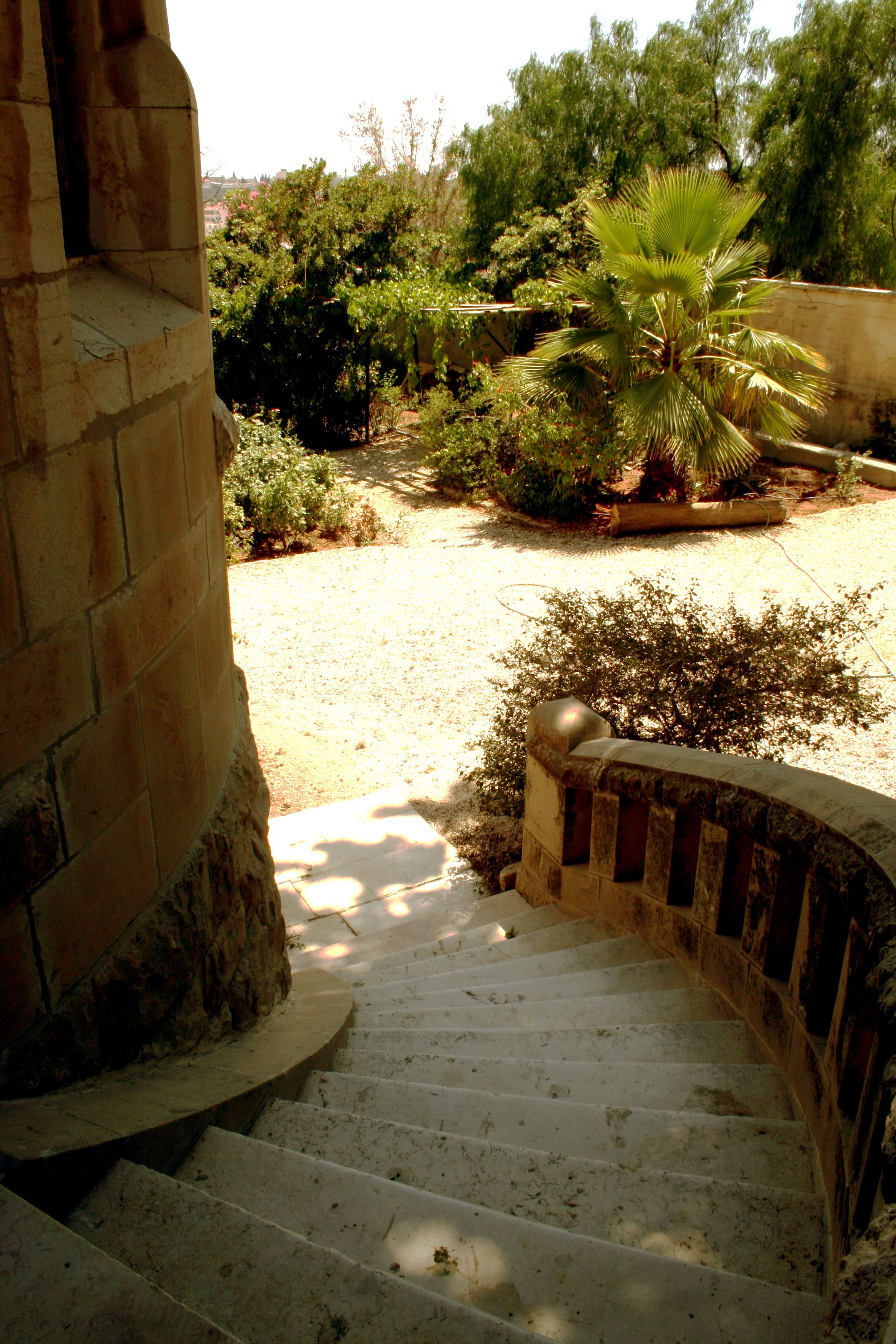
Eingang zum DEI auf dem Ölberg, Jerusalem (2007)

Das Deutsche Evangelische Institut für Altertumswissenschaft des Heiligen Landes (DEI) ist eine Forschungseinrichtung der Evangelischen Kirche in Deutschland und zugleich Forschungsstelle des Deutschen Archäologischen Instituts mit wissenschaftlichen Einrichtungen in Amman und Jerusalem.

## Geschichte
Am 31. Oktober 1898 bei Einweihung der Erlöserkirche (Jerusalem) sprach der bayerische Oberkonsistorialpräsident Alexander von Schneider im Namen aller anwesenden evangelischen Kirchenleiter deren einhelligen Wunsch aus, der 'Pflege evangelisch-christlicher Altertumswissenschaft ein Heim' zu schaffen. Das Institut wurde dann am 19. Juni 1900 auf der Deutschen Evangelischen Kirchenkonferenz in Eisenach durch einen Beschluss der evangelischen Landeskirchen gegründet und durch einen kaiserlichen Hoheitsakt von Wilhelm II. bestätigt. Die Stiftungsurkunde nennt als Aufgabe, das Heilige Land mit seiner vielfältigen Geschichte, den unterschiedlichen Kulturen und Religionen zu erforschen. Die Erkenntnisse sollen nicht nur in die Fachwelt getragen und dort diskutiert, sondern auch Laien verständlich gemacht werden.

## Aufgaben
Eine Aufgabe des Instituts sind wissenschaftliche Untersuchungen zur Archäologie und Kulturgeschichte des Heiligen Landes unter besonderer Berücksichtigung der biblischen Epochen und der Entstehung des Christentums. Hierzu unternimmt das DEI eigene Projekte und Ausgrabungen und unterstützt andere Forschungsvorhaben.
Der andere Schwerpunkt ist die Vermittlung archäologischer und landeskundlicher Forschungsergebnisse sowohl an Theologie und Kirche als auch an die allgemeine Öffentlichkeit. Es nimmt an wissenschaftlichen Diskussionen teil. Das Institut unterhält eigene Bibliotheken, organisiert Fachtagungen, Vortragsreihen und Ausstellungen. Seit mehr als 100 Jahren wird jährlich der altertumswissenschaftliche Lehrkurs für Theologen abgehalten.

## Struktur
Das Institut besteht seit 1968 als kirchliche Stiftung öffentlichen Rechts. Die Geschäftsführung liegt beim Kirchenamt der Evangelischen Kirche in Deutschland (Referat 425: Naher und Mittlerer Osten, Stiftungen im Heiligen Land). Das Institut steht unter der Aufsicht und Kontrolle eines Verwaltungsrates. Die Institutsstandorte sind Jerusalem und Amman. Es kooperiert eng mit dem Deutschen Archäologischen Institut und führt mit diesem gemeinsame Projekte durch. Seit 2005 trägt es den Zusatz zugleich Forschungsstelle des Deutschen Archäologischen Instituts im Namen. Der Festakt zur Kooperation mit dem Deutschen Archäologischen Institut wurde am 13. und 14. März 2007 im Auswärtigen Amt in Berlin begangen. Die beiden Assistenten des DEI in Amman und Jerusalem werden vom Deutschen Archäologischen Institut in Berlin entsandt.

### Jerusalem
Als erster Direktor wurde Gustaf Dalman bestimmt, damals Professor für Altes Testament und Judaistik an der Universität Leipzig, der am 12. November 1902 in Jerusalem eintraf. Im Dezember 1902 mietete Dalman als Sitz des Institut das ehemalige Konsulat Österreich-Ungarns im Rechov Aethjopijjah 5 (רְחוֹב אֶתְיוֹפִּיָּה) in der westlichen Neustadt nördlich der Prophetenstraße. Dort richtete er im Parterre die Bibliothek ein, hatte eine Halle für Vorträge vor 70 und mehr Personen, während er mit Familie im Obergeschoss wohnte, und eröffnete das Institut mit Empfang der Vertreter aus Wissenschaft, Politik und Religion am 15. November 1903. Dalman konnte in den Umbrüchen des Ersten Weltkriegs nicht nach Jerusalem zurückkehren und gründete 1920 im deutschen Greifswald das später nach ihm benannte Gustaf-Dalman-Institut.
In Jerusalem amtierte in den Jahren 1921 und 1922 Albrecht Alt als Direktor und Propst an der Erlöserkirche. Das DEI gab das gemietete Gebäude in der Neustadt auf und zog 1924 ins neue Gemeindehaus (heute Propstei genannt) im Muristan, wo es bis zur Schließung 1939 seine Arbeit fortführte. 1964 begannen Martin Noth als Direktor und Ute Lux als Assistentin ihre Arbeit. Ihnen folgten 1982 August Strobel, 1994 Volkmar Fritz, 1999 Hanswulf Bloedhorn und im August 2004 für ein Jahr Michael Heinzelmann. Dieter Vieweger wurde 2005 zum leitenden Direktor beider Institute gewählt.

### Amman
Da nach dem Sechstagekrieg eine Arbeit in Jordanien von Jerusalem aus nicht mehr gut möglich war, wurde 1975 beschlossen, in Amman eine Zweigstelle einzurichten, um die begonnenen Grabungen in Gadara (Umm Qais) effektiver weiterführen zu können. Das Ammaner Institut wurde von Ute Wagner-Lux bis 1982 aufgebaut. Nach ihr leiteten es von 1982 bis 1986 Axel E. Knauf, von 1986 bis 1991 Thomas Maria Weber, von 1991 bis 1996 Susanne Kerner, von 1996 bis 2001 Hans-Dieter Bienert und von 2001 bis 2004 Roland Lamprichs, von 2004 bis 2013 Jutta Häser, von 2013 bis 2016 Frauke Kenkel, von 2016 bis 2022 Katharina Schmidt und seit 2022 Brita Jansen.

### Neuorganisation seit Dezember 2005
In den Jahren 2005 und 2006 wurde das Institut reorganisiert. In der Zusammenarbeit mit dem Deutschen Archäologischen Institut agiert es seither als dessen Forschungsstelle. Außerdem wurden die beiden Institutsteile Jerusalem und Amman sowohl organisatorisch als auch in ihren Aufgabenbereichen eng miteinander verbunden. Leitender Direktor beider Institute wurde Dieter Vieweger, der sein Amt im Dezember 2005 antrat. Zu seinen Aufgaben gehört auch die Kooperation mit der evangelischen Bildungsarbeit in der Heiligen Stadt. Außerdem ist er der Stellvertreter des Propstes in Jerusalem. Er war bis zum Sommersemester 2024 gleichzeitig Professor für Biblische Archäologie und Altes Testament an der Kirchlichen Hochschule Wuppertal und ist Direktor des Biblisch-Archäologischen Instituts Wuppertal und Gastprofessor für Archäologie und ältere Geschichte an der Universität Witten-Herdecke.

## Projekte

### Gadara Region Project (Jordanien)
Die Institute in Amman und Jerusalem erforschen im Gadara Region Project das Wadi al-'Arab südlich des Sporns von Gadara. Der etwa 25 km² große Bereich birgt weit mehr als 100 archäologische Stätten und diente über Jahrtausende als Aufstieg des vom Mittelmeer (Großraum Haifa) kommenden und den Jordan überquerenden Handelsweges auf das ostjordanische Hochplateau. Von dort war eine gute Handelsanbindung nach Norden (Damaskus) und Süden (Aqaba) sowie im 'Shortcut' nach Osten (Bagdad) gegeben. Seit 2001 wird der größte Tell des Wadi al-'Arab, der Tall Zira'a, erforscht. Im Jahr 2001 begannen die Surveys, 2003 die Ausgrabungen. Der Tall Zira'a war weit über 5000 Jahre besiedelt. Das archäologische Langzeitprojekt wird sich mindestens bis 2020 erstrecken.

### Archäologischer Park unter der Erlöserkirche (Jerusalem)
Unter der Erlöserkirche entwickelte das DEI Jerusalem in den Jahren 2009–2012 den archäologischen Park „Durch die Zeiten“. Dazu wurden die von Conrad Schick 1893 und Ute Wagner-Lux sowie Karel Vriezen 1970–1974 durchgeführten Ausgrabungen museal aufbereitet. Als wesentlicher Befund wurde damals ein Steinbruch auf dem Felsgrund unter der Kirche festgestellt. Zusammen mit anderen Funden konnte damit gesichert werden, dass der Standort der Erlöserkirche und der benachbarten Grabeskirche zur Zeitenwende außerhalb der Stadtmauern Jerusalems lagen.
Ein neuer Zugang von der Kirche aus eröffnet Besuchern die Möglichkeit, mehr als 2000 Jahre Geschichte der Stadt Jerusalems real zu begehen. Mit 3D-Animationen und Lichteffekten werden die unterschiedlichen Bau- und Entwicklungsstufen Jerusalems präsentiert. Im benachbarten Kreuzgang werden Funde ausgestellt und die Geschichte der Kirche und ihres Umfelds erläutert.

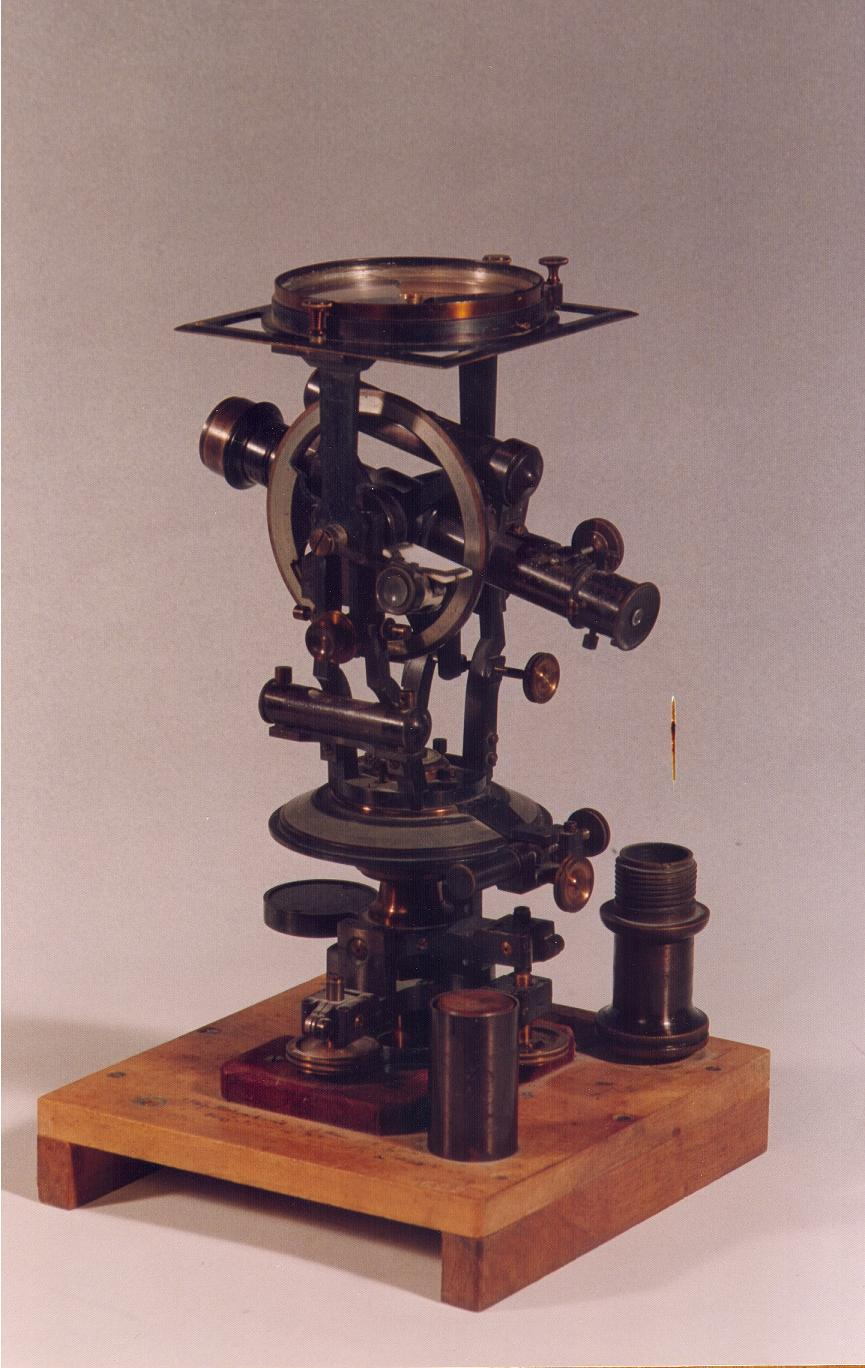
Theodolit von Gottlieb Schumacher aus dem Museum des Instituts

### Naturwissenschaftliche Methoden in der Archäologie
Archäometrische und geophysikalische Projekte sowie Erkundungen mit Hilfe der terrestrischen Photogrammetrie werden in Kooperation mit dem Biblisch-Archäologischen Institut Wuppertal durchgeführt.

### Ausgrabungen auf dem Zionsberg Jerusalem
Seit 2015 werden unter Leitung von Dieter Vieweger die Ausgrabungen auf dem Berg Zion in Jerusalem durchgeführt. Sie umfassen neben dem Bereich des anglikanisch-preußischen Zionsfriedhofs auch den sog. 'Griechischen Garten'. Dabei wurde 2015 das berühmte Essener-Tor, das Flavius Josephus zur Zeit der Eroberung der Stadt im Jahre 70 n. Chr. beschrieb, erneut freigelegt. Wohngebiete Jerusalems, ihre Stadtmauern und jeweils ein Stadttor sollen in diesem Areal in der Zeitspanne zwischen dem 8. Jh. v. Chr. und dem Ende der omayyadischen Epoche (Mitte 8. Jh. n. Chr.) systematisch erforscht werden. Bis ins Jahr 2023 ist die Anlage eines archäologischen Parks geplant.

### DOJAM – Kulturgüterschutz in Jordanien
Seit Januar 2017 läuft ein Kooperationsprojekt zwischen dem DEI Amman und dem Department of Antiquities of Jordan (DoA) mit dem Titel „DOJAM – Dokumentation von Objekten in jordanischen archäologischen Museen“. Das Ziel des Projektes besteht in der Erhaltung und Inventarisierung der archäologischen Objekte, die in den Museen Jordaniens lagern oder ausgestellt sind. Beginnend mit den Arbeiten im Zitadellen-Museum Amman sollen alle archäologischen Funde in staatlichen Museen Jordaniens in einer zentralen Datenbank beschrieben und fotografisch dokumentiert werden. Hinzu kommen Restaurierungstätigkeiten und die wissenschaftliche Aufarbeitung einzelner Fundgruppen.

### Meine Stadt – meine Geschichte
Das Deutsche Evangelische Institut für Altertumswissenschaft des Heiligen Landes (DEI) und die Schmidt-Schule in Jerusalem beschreiten seit 2014 neue Wege in der palästinensischen Schulbildung. In einem mehrwöchigen Projekt „Meine Stadt – meine Geschichte“ lernen jeweils die Schülerinnen der 10. Klasse die Stadtgeschichte und Archäologie Jerusalems kennen.
Unter der Anleitung von Mitarbeitenden des DEI und ihrer Fachlehrer bekommen die Schülerinnen im Geschichtsunterricht einen ersten Eindruck vom wissenschaftlichen Arbeiten sowie vom kritischen Umgang mit historischen Quellen. Dies soll helfen, ideologische Barrieren zu überwinden. Begleitet wird das Programm von Exkursionen in alle Bereiche der Altstadt, z. B. in den archäologischen Park des DEI unter der Erlöserkirche („Durch die Zeiten“), zur Ausgrabung des DEI auf dem Zionsberg, in die Davidstadt, die Grabeskirche, auf den Haram esch-Scharif und in ein Museum zur Stadtgeschichte (Davidszitadelle).

### Lehrkurs
Unter der Bezeichnung Lehrkurs begründete der erste Institutsdirektor Gustav Dalman 1903 ein wissenschaftliches Programm, das bis heute durchgeführt wird. Jährlich werden von der EKD bis zu sechs Stipendien vergeben. Theologen – seit 2006 auch Absolventen der Fachrichtungen Archäologie, Religionsgeschichte und Geschichtswissenschaft – erhalten die Möglichkeit, unter fachkundiger Anleitung bis zu acht Wochen durch die Länder des Nahen Ostens zu reisen und dabei eigene Studien zu betreiben. Ziel der Unternehmung ist es, Wissenschaftler aus Universitäten und Forschungseinrichtungen mit den tatsächlichen Verhältnissen im Nahen Osten vertraut zu machen, die von den Teilnehmern ausgewählten archäologischen Orte zu besuchen sowie deren Relevanz im gegenseitigen Diskurs zu erarbeiten.
Der Lehrkurs ist seit 2006 modular organisiert. Neben einem obligatorischen einführenden Seminar in Deutschland werden mehrwöchige Aufenthalte in der südlichen Levante organisiert. Auch Reisen nach Zypern oder in den Sinai sowie Lehrgrabungen auf dem Tall Zira'a ermöglichen ein vertieftes Kennenlernen der biblischen Welt und des Vorderen Orients.

### Bibliotheken, Sammlungen
Die Institute in Amman und Jerusalem verfügen jeweils über Bibliotheken mit mehr als 10.000 Bänden. Die Sammlungen decken breite Bereiche der Archäologie und Bibelwissenschaften ab, wobei die deutschsprachige Literatur stark vertreten ist. Als Präsenzbibliotheken stehen sie Forschern nach Absprache zur Verfügung; die Kataloge sind online zugänglich. Der Online-Katalog des DEI Amman ist in den Online-Katalog ZENON des Deutschen Archäologischen Instituts integriert.
Seit 2006 gibt es am Standort Jerusalem ein kleines Museum in den Räumlichkeiten des Instituts, das auf Anfrage zu besichtigen ist.

## Logo
Im Dezember 2005 erhielt das DEI ein neues Logo. Als Vorlage diente ein Mosaik aus der Krypta des Heiligen Elianus, aus einem erhaltenen Teil der Kirche des Propheten Elias in Madaba. Das Motiv versinnbildlicht die Zusammengehörigkeit der beiden Institutseinrichtungen in Jerusalem und Amman und entspricht ihrem Selbstverständnis: Zwei Trauben ranken sich um ein Zentrum, ein gemeinsames Ziel – den reiche Früchte tragenden Baum der Erkenntnis.
Außerdem symbolisiert dieses Motiv die Zusammengehörigkeit von Archäologie und Theologie bei der Erforschung des Altertums in der südlichen Levante.

## Publikationen
- Palästinajahrbuch des Deutschen evangelischen Instituts für Altertumswissenschaft des heiligen Landes zu Jerusalem. Alle Bände erschienen bei Ernst Siegfried Mittler und Sohn, Berlin.
  - Erster Jahrgang, 1905 Archive
  - Zweiter Jahrgang, 1906 Archive
  - Dritter Jahrgang, 1907 Archive
  - Vierter Jahrgang, 1908 Archive
  - Fünfter Jahrgang, 1909 Archive
  - Sechster Jahrgang, 1910 Archive
  - Siebenter Jahrgang, 1911 Archive
  - Achter Jahrgang, 1913 Archive
  - Neunter Jahrgang, 1913 Archive
  - Zehnter Jahrgang, 1914 Archive
  - Elfter Jahrgang, Ernst Siegfried Mittler und Sohn, Berlin 1915 Archive
  - Zwölfter Jahrgang, 1916 Archive
  - Dreizehnter Jahrgang, 1917 Archive
  - Vierzehnter Jahrgang, 1918 Archive
  - Fünfzehnter Jahrgang, 1920 Archive
  - Sechzehnter Jahrgang, 1921 Archive
  - Siebzehnter Jahrgang, 1922 Archive
  - Achtzehnter und neunzehnter Jahrgang, 1923 Archive